# エリザベス・バークレー
エリザベス・バークレー（Elizabeth Berkley、1972年7月28日 - ）は、アメリカ合衆国の女優。

## プロフィール
ミシガン州ファーミントンヒル出身。
4歳からダンスを習い、子役としてテレビ出演したりモデルとして活躍｡1989年からのテレビシリーズ『Saved by the Bell』に4年間レギュラー出演する。1995年に、ポール・バーホーベン監督の『ショーガール』で、初めて主演となる。しかし、興行的に大失敗した上、本人もゴールデンラズベリー賞（最悪主演女優賞に加え最悪新人俳優賞も）を受賞し、一時行方知れずになったこともある。
それ以降は、ベット・ミドラー、ゴールディ・ホーン、ダイアン・キートンらと共演した『ファースト・ワイフ・クラブ』やマシュー・モディーンと共演した『リアル・ブロンド』、オリヴァー・ストーン監督の『エニイ・ギブン・サンデー』、ウディ・アレン監督の『スコルピオンの恋まじない』など様々な作品に出演し次第に本領を発揮しつつある。

### 私生活
2003年に3年間交際していた､画家のグレッグ･ローレンと結婚。2012年に娘が生まれた。

## 出演作品

### 映画
| 公開年 | 邦題 原題                                                                  | 役名                 | 備考             |
| ------ | -------------------------------------------------------------------------- | -------------------- | ---------------- |
| 1991   | ハートブルー Point Break                                                   |                      |                  |
| 1994   | 新トランザム7000/バンディット ゴー・カントリー Bandit: Bandit Goes Country |                      |                  |
| 1995   | ショーガール Showgirls                                                     | ノエミ               |                  |
| 1996   | ファースト・ワイフ・クラブ The First Wives Club                            | フィーブ             |                  |
| 1996   | アミテージ・ザ・サード POLY-MATRIX ARMITAGE III POLY-MATRIX                | ナオミ・アミテージ   | アニメ、声の出演 |
| 1997   | リアル・ブロンド The Real Blonde                                           | ティナ               |                  |
| 1999   | ジャングル・チェイス Africa                                                | バーバラ             |                  |
| 1999   | タックスマン The Taxman                                                    | ナディア             |                  |
| 1999   | テールライトは眠らない Tail Lights Fade                                    | エヴァ               |                  |
| 1999   | エニイ・ギブン・サンデー Any Given Sunday                                  | マンディ・マーフィー |                  |
| 2001   | スコルピオンの恋まじない The Curse of the Jade Scorpion                    | ジル                 |                  |
| 2002   | クリープゾーン マインド・コントロール Control Factor                       | カレン・ビショップ   | テレビ映画       |
| 2003   | ディトネイター Detonator                                                   | ジェーン             |                  |
| 2007   | ブラック・ウィドウ Black Widow                                             | オリヴィア／グレイス | テレビ映画       |
| 2009   | ドニー・ダーコ2 S. Darko                                                   | トルーディ           |                  |
| 2009   | EROTICS 美しい女たち Women in Trouble                                      | トレーシー           |                  |

### テレビシリーズ
| 放映年    | 邦題 原題                                               | 役名                   | 備考         |
| --------- | ------------------------------------------------------- | ---------------------- | ------------ |
| 1992      | ベイウォッチ Baywatch                                   | コートイー             | 2エピソード  |
| 1997      | クロニクル 倒錯科学研究所 Perversions of Science        | ルース                 | 1エピソード  |
| 1998-1993 | Saved by the Bell                                       | ジェシカ               | 75エピソード |
| 2000      | ジャック&ジル Jack & Jill                               | ギャビー               | 1エピソード  |
| 2002      | NYPDブルー NYPD Blue                                    | ニコール・グラフ       | 2エピソード  |
| 2002      | トワイライト・ゾーン The Twilight Zone                  | マリサ・サンボーン     | 1エピソード  |
| 2004      | CSI:科学捜査班 CSI: Crime Scene Investigation           | レネ                   | 1エピソード  |
| 2004      | WITHOUT A TRACE/FBI 失踪者を追え! Without a Trace       | リネット・ショー       | 1エピソード  |
| 2005      | スレッシュホールド ～The Last Plan～ Threshold          | クリスティン           | 1エピソード  |
| 2006      | LAW & ORDER:犯罪心理捜査班 Law & Order: Criminal Intent | ダニエレ・クイン       | 1エピソード  |
| 2008-2009 | CSI:マイアミ CSI:Miami                                  | ジュリア・ウィンストン | 9エピソード  |
| 2009      | Lの世界 The L Word                                      | ケリー・ウェントワース | 4エピソード  |

## 参照
1. ↑  “E・バークレー、ラルフ・ローレンの甥と結婚”. シネマトゥデイ. (2003年11月7日) 2013年6月7日閲覧。
2. ↑  “Elizabeth Berkley Expecting First Child”.  People (2012年3月5日). 2012年3月5日閲覧。